# 卡內
卡內（Kanye）是博茨瓦納的城鎮，也是南部區的首府，位於該國南部的山脈地區，海拔高度1,306米，鄰近首都哈博羅內，開車來往兩地只需45分鐘，2001年人口40,628，2005年人口增加至44,718。